# Pantalla dividida (informática)

Varios métodos para mostrar múltiples señales en una pantalla 4:3 (el diagrama es 16:9): 1+3, 3+1 (1:1), 2×2, 3×3, 4×4 (4:3), 1+1 (2:3 vertical, 8:3 horizontal), 4×3 (1:1), 1 en 12 (4:3).

La pantalla dividida o pantalla partida (en inglés, split screen) es una técnica de visualización en computación gráfica que consiste en dividir gráficos y/o texto en partes adyacentes que no se superponen, generalmente en dos o cuatro áreas rectangulares. Esto permite la presentación simultánea de información gráfica y textual relacionada en una pantalla de computadora. Los deportes de televisión adoptaron esta metodología de presentación en la década de 1960 para la repetición instantánea.
Originalmente, las pantallas divididas no dinámicas se diferenciaban de los sistemas de ventanas en que estos últimos permitían partes superpuestas y libremente movibles de la pantalla (las "ventanas") para presentar datos de aplicaciones relacionadas y no relacionadas al usuario. Por el contrario, las primeras estaban estrictamente limitadas a posiciones fijas.
La técnica de pantalla dividida también se puede utilizar para ejecutar dos instancias de una aplicación, lo que potencialmente permite que otro usuario interactúe con la segunda instancia.

## En videojuegos
La función de pantalla dividida se utiliza habitualmente en videojuegos sin red, también conocidos como cooperativos de sofá (en inglés, couch co-op), con opciones multijugador.
En su forma más fácil de entender, una pantalla dividida para un videojuego multijugador es en donde la pantalla se ha dividido en 2-4 áreas de igual tamaño (dependiendo del número de jugadores) para que los jugadores puedan explorar diferentes áreas simultáneamente sin estar cerca unos de otros. Esto ha sido históricamente muy popular en las consolas de videojuegos, que hasta la década de 2000 no tenían acceso a Internet ni a ninguna otra red y es menos común hoy en día con el soporte moderno para el modo multijugador en línea de consola a consola.
Los videojuegos en pantalla dividida se remontan al menos a la década de 1970, cuando videojuegos como Drag Race (1977) de Kee Games se presentaban en los arcades en este formato. Otros títulos notables de la época son Kikstart 2 para sistemas de 8 bits, varios videojuegos de carreras de 16 bits (como Lotus Esprit Turbo Challenge y Road Rash II) y videojuegos de acción y estrategia (como ToeJam & Earl y Lemmings), todos ellos empleando una división de pantalla vertical u horizontal para partidas de dos jugadores.
Xenophobe es conocido por ser un videojuego arcade con pantalla dividida en tres partes, aunque en las plataformas domésticas se redujo a una o dos pantallas. La incorporación de cuatro puertos para mandos en las consolas domésticas también dio lugar a más videojuegos con pantalla dividida en cuatro partes, siendo Mario Kart 64 y Goldeneye 007 en la Nintendo 64 dos ejemplos bien conocidos. En las salas recreativas, las máquinas tendían a tener una pantalla completa para cada jugador, o varias máquinas conectadas, para el modo multijugador. En las consolas domésticas, especialmente en los géneros de disparos en primera y tercera persona, el modo multijugador es ahora más común a través de una red o Internet en lugar de localmente con pantalla dividida.